# Lago di Cei
Il lago di Cei (Lach de Zéi in dialetto trentino) è situato nel comune di Villa Lagarina in provincia autonoma di Trento a 920 m s.l.m.

## Descrizione
Cei è luogo di villeggiatura estiva soprattutto per i roveretani; nel lago si specchia la catena del monte Bondone di cui fanno parte il monte Stivo (2059 m), la Cima Bassa (1684 m), il Cima Alta o Palon (1915 m), la Rocchetta (1661 m), la Becca (1571 m), il monte Cornetto (2180 m). La catena Stivo-Cornetto-Bondone separa la valle dell'Adige da quella della Sarca.
Il lago di Cei è alimentato a nord da una minuscola sorgente sotterranea e per questo il ricambio di acqua è minimo; le acque del lago più grande scorrono nel lago minore, chiamato Lagabis, cioè "lago abisso", che è di forma semicircolare; è meno profondo del lago grande, poiché raggiunge solo i 6 m di profondità, sfatando così una leggenda che lo riteneva molto profondo.
Dal lago piccolo esce come emissario il Rio Arione (detto anche Rio Mariano) che scorre verso nord, per poi congiungersi con il Rio di Cimone che ad Aldeno sbocca nella Valle Lagarina.
Nella parte sud-est del lago v'è un'isoletta con boschi di larici, betulle e abeti, mentre sulle rive abbondano i salici, i canneti e i giunchi; dove l'acqua è più bassa vegetano rigogliose le ninfee e i nannufari che danno al lago un aspetto quasi da stagno.
Negli ultimi anni sono proliferate pure una grande quantità di alghe che contribuiscono a rendere il fondale del lago paludoso e le sue acque in parte torbide.
Il lago è facilmente raggiungibile dalla SP 20 del Lago di Cei, partendo dai comuni di Villa Lagarina (dalla parte della Vallagarina) o Aldeno (dalla parte della Valle dell'Adige).

## Storia
Il lago di Cei deve la sua origine ad una frana di grandi dimensioni che chiuse la piccola valle, ostruì il deflusso dell'acqua e così nacque il lago. 
Negli anni settanta, furono prelevati dai sommozzatori alcuni ceppi di alberi sul fondale del lago, l'analisi dei ceppi ha permesso di datare alla metà del Duecento la nascita del lago. Un grosso ceppo di faggio è visibile al museo di scienze naturali di Trento.
Anticamente tutta la conca era occupata da un unico lago, il cui nome sembra derivare dal gentilizio latino Cellius o Ceius che si è in gran parte prosciugato riducendosi a due piccoli laghetti assai vicini, il maggiore dei quali ha una superficie di 4,5 ettari e raggiunge una profondità di appena 13,50 m; qui dimorano lucci, tinche, anguille.
L'imperatore del Sacro Romano Impero, Carlo V, ospite a Trento per alcuni giorni di Bernardo Clesio avrebbe partecipato ad una battuta di caccia nei boschi di Cei. Nel 1891 e 1892 l'arciduchessa Stephanie del Belgio vedova di Rodolfo d'Asburgo, figlio di Francesco Giuseppe Imperatore d'Austria e Re d'Ungheria, fu ospite per brevi periodi del conte Alberto Marzani e della moglie Georgina Appony nella loro villa di Dajano vicino a Cei e visitò il lago.

Il 29 novembre 1897 è datata una lettera sottofirmata da Franz Joseph Österreicher (1848-1909) e indirizzata al signor Francesco de Probizer, nella quale l'imperatrice Sissi si degnava di far visita al Tirolo, l'amato paese, senza mancare di passare per la simpatica Valle di Cei e di essere ospitata nella villa di Francesco, Villa Maria de Probizer. Questa promessa dell'imperatrice non poté però realizzarsi: infatti Elisabetta, ammalata e in preda alla malinconia, trascorse l'inverno tra il 1897 e il 1898 sulla riviera francese e, 10 mesi più tardi (il 10 settembre 1898), cessò di vivere perché venne assassinata mentre con una dama di corte si stava dirigendo, in incognito, verso il battello che da Ginevra, l'avrebbe portata a Montreux in Svizzera.

Durante la Grande Guerra fu istituito nella Valle di Cei un presidio militare austro-ungarico. La strada che da Castellano porta ad Aldeno fu inoltre utilizzata dall'Esercito imperiale come via di fuga durante la ritirata nel novembre 1918, mentre l'esercito italiano avanzava in Vallagarina. Gli austriaci non sapevano che in realtà gli italiani erano già arrivati ad Aldeno e stavano entrando a Trento. 
Durante la seconda guerra mondiale la Valle di Cei fornì un rifugio a numerose popolazioni della valle in fuga dai bombardamenti alleati. Si svilupparono anche alcune attività partigiane nei boschi di Cei, spesso pattugliati, come si può leggere nei racconti o nei diari degli stessi sfollati, dalle SS della Gestapo.
Nei boschi di Cei e nello stesso lago sono state rinvenute numerose armi e munizioni dell'Imperial regio esercito austro-ungarico, del periodo della Grande Guerra, e numerosi fucili e elmetti della Wehrmacht in ritirata verso la Germania nel 1945, al termine della seconda guerra mondiale.

## Origine del nome
Il nome del lago sembra derivare dal gentilizio latino Cellius o Ceius. 
Divenuto poi in tedesco Zeil, durante il secolare governo austriaco sul Trentino, reso in dialetto locale con Zei, che poi in italiano divenne l'attuale Cei.
Il lago minore è chiamato Lagabis; questo nome sembra derivare da:
- Lagabis, quindi Lago delle bisce: en bis in dialetto trentino è il nome utilizzato per indicare i serpenti, specialmente quelli d'acqua.
- Lagabis, cioè lago abisso, poiché ritenuto molto profondo. Esiste la leggenda che narra che se si dovesse buttare un ferro nel Lagabis, lo si ritroverebbe in una cantina nel paese di Pomarolo, che in linea d'aria si trova esattamente ai piedi dei monti che circondano il lago di Cei.

## Monumenti e luoghi d'interesse

### Chiesette di Cei e dintorni
- Chiesetta de Probizer.
- Chiesetta di Bellaria, in mezzo ai boschi, fu costruita nel 1960 da don Lino Rosa di Aldeno. Recentemente è ripreso il servizio religioso, nelle domeniche estive, con la Messa al pomeriggio. È curata dalla parrocchia di Aldeno, che ne è proprietaria.
- Chiesetta di San Martino.

### Capitelli votivi di Castellano e Cei
Nella zona Castellano Cei vi sono circa 17 capitelli votivi, i più importanti sono: 
- Capitello ai Zenghi, fatto costruire dal conte Nicolò Lodron nel 1619 che in quegli anni fece costruire la strada per giungere a Castellano, lungo essa si trova il capitello. Il quadro esposto raffigura una Madonna con un bambino, il vecchio quadro oggi si trova nella canonica di Castellano.
- Capitello tra Castellano e Bordala costruito nel 1858 dai fratelli Antonio e Damiano Pizzini eredi del loro fratello Carlo, fattosi prete, che aveva chiesto loro di costruire il capitello.
- Capitello di fronte alla chiesa di Castellano costruito nel 1930 da Luigi Gatti per adempiere al voto dei suoi bisnonni Giobatta (1806 +1890) ed Orsola Pizzini preservati con tutta la loro famiglia dal colera del 1836 e 1855.
- Capitello di Doera costruito all'entrata della località di Cei, contiene un quadro e una statua in legno raffigurante la Madonna.
- Capitello all'inizio del sentiero per la Val dei Daideri, in ricordo ai caduti della Grande Guerra (1914 - 1918), donato e posto dalla Schützenkompanie Castelàm.

#### Ville

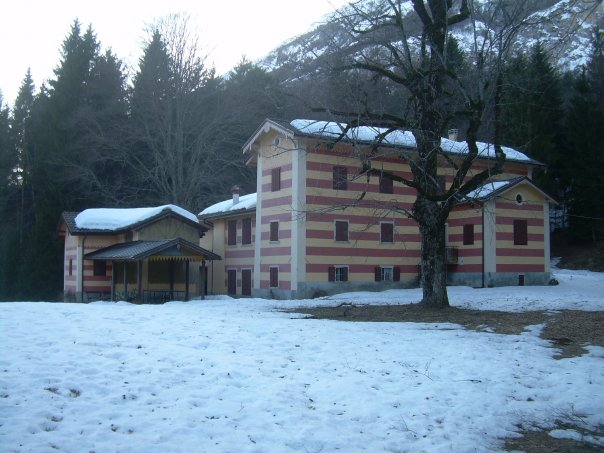
Villa Maria de Probizer

Nei boschi secolari si trovano ville costruite a partire da metà Ottocento fino agli inizi del Novecento dai benestanti di fondovalle (i Siori del Piam):
- Villa Moll, poi Albergo Martinelli, costruita negli ultimi decenni dell'Ottocento
- Villa Cammelli poi Scrinzi
- Villa Marzani poi Stiffan
- Villa Maria de Probizer
- Villa de' Eccher

## Flora e fauna

### Piante acquatiche
La ninfee bianca (Nymphaea alba), la ninfea rosa (molto rare) e il nannufari (Nuphar luteum).

### Piante terrestri
L'abete rosso, l'abete bianco, il pino rosso, il faggio, il tiglio, il larice, il pino mugo, la betulla e il salice piangente.

### Pesci, crostacei e molluschi
Il lago è popolato da specie acquatiche diverse come ad esempio lucci, cavedani e scardole. Sul fondale si possono osservare delle cozze di acqua dolce.

### Uccelli acquatici
Il germano reale, la gallinella d'acqua, l'airone cenerino, l'anatra selvatica, lo svasso maggiore e la folaga comune.

### Aree naturali
- Biotopo Prà dell'Albi-Cei.

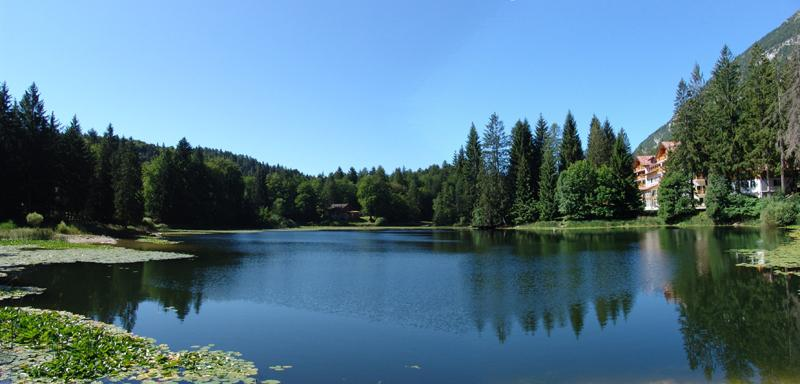
Lago di Cei in estate

Dal 1992 (con delibera della Giunta provinciale 30.11.1992) la zona di Pra dell'Albi-Cei, di cui il lago fa parte, è stata collocata nell'elenco dei 68 biotopi cosiddetti di "interesse provinciale"; questa iniziativa è un prezioso contributo al mantenimento di flora e fauna tipiche del lago. Il biotopo di Pra dell'Albi-Cei si estende su un territorio che da sempre è stato interessato da vari tipi di attività umane e, soprattutto il lago, è stato spesso luogo di svago e divertimento.
In questo senso Pra dell'Albi-Cei è un biotopo un po' speciale, dal momento che in esso sono consentite alcune attività che in altri biotopi sono vietate. Infatti al lago di Cei la balneazione e l'esercizio della pesca sono consentite, ad esclusione della parte più occidentale del bacino, perché di recente, in quella parte di lago, vi è stato un intervento di ripristino naturalistico.